# Bahnhof Wakkanai
Der Bahnhof Wakkanai (jap. 稚内駅, Wakkanai-eki) ist ein Bahnhof auf der japanischen Insel Hokkaidō. Er befindet sich in der Unterpräfektur Sōya auf dem Gebiet der Stadt Wakkanai und ist der nördlichste Bahnhof Japans.

## Verbindungen
Wakkanai ist ein Kopfbahnhof am nördlichen Ende der Sōya-Hauptlinie. Diese führt über Nayoro nach Asahikawa und wird von der Gesellschaft JR Hokkaido betrieben. Im Fernverkehr werden täglich zwei Schnellzugpaare Super Sōya (bestehend aus Neigetriebwagen) angeboten, welche die nördlichste Stadt Japans mit Asahikawa und der Präfekturhauptstadt Sapporo verbinden. Hinzu kommt einmal täglich der aus konventionellem Rollmaterial zusammengesetzte Sarobetsu auf derselben Verbindung. Regionalzüge verkehren dreimal täglich nach Otoineppu.
Etwa 300 Meter östlich des Bahnhofs befindet sich der Fährterminal von Wakkanai. Fähren der Gesellschaft Heartland Ferry legen dort ganzjährig zu den Inseln Rebun und Rishiri ab. Außerdem verkehrt in den Sommermonaten eine Fähre der russischen Reederei SASCO nach Korsakow auf der Insel Sachalin.

## Anlage
Der von Süden nach Norden ausgerichtete Bahnhof liegt im Stadtzentrum in unmittelbarer Nähe des Hafens. Bis zur Aufgabe des Güterverkehrs Mitte der 1980er Jahre war er ein Durchgangsbahnhof mit sechs Gleisen; nördlich davon schlossen sich eine kurze Hafenbahn und mehrere Rangiergleise an. Heute besitzt der Bahnhof nur noch ein einziges Gleis an einem überdachten Seitenbahnsteig. Er ist Teil des Gebäudekomplexes KITAColor (キタカラ, Kitakara), der 2011 eröffnet wurde und die bisherigen Anlage ersetzte.
KITAColor umfasst verschiedene Verkehrs-, Dienstleistungs- und Freizeiteinrichtungen. Dazu gehören ein Busterminal für Stadt-, Regional- und Fernlinien der Gesellschaft Sōya Bus, eine Raststätte (Michi no eki), die städtische Hafenbehörde, das Tourismusbüro, ein Restaurant und ein Café, ein Convenience Shop und ein Souvenirladen, ein Kulturforum, ein Kino sowie eine Seniorenresidenz. Durch diesen Neubau verschob sich das Gleisende um etwa 100 Meter nach Süden. Den bisherigen nördlichsten Punkt des japanischen Bahnnetzes kennzeichnet nun ein Denkmal auf dem erweiterten Bahnhofsvorplatz. Es besteht aus Rillenschienen im Asphalt und daran anschließend einem Prellbock auf Schotteroberbau sowie einem Markierungspfosten. Der frühere Verlauf der Hafenbahn ist ebenfalls im Asphalt angedeutet.

## Bilder

Gleisplan des Bahnhofs im Jahr 1975
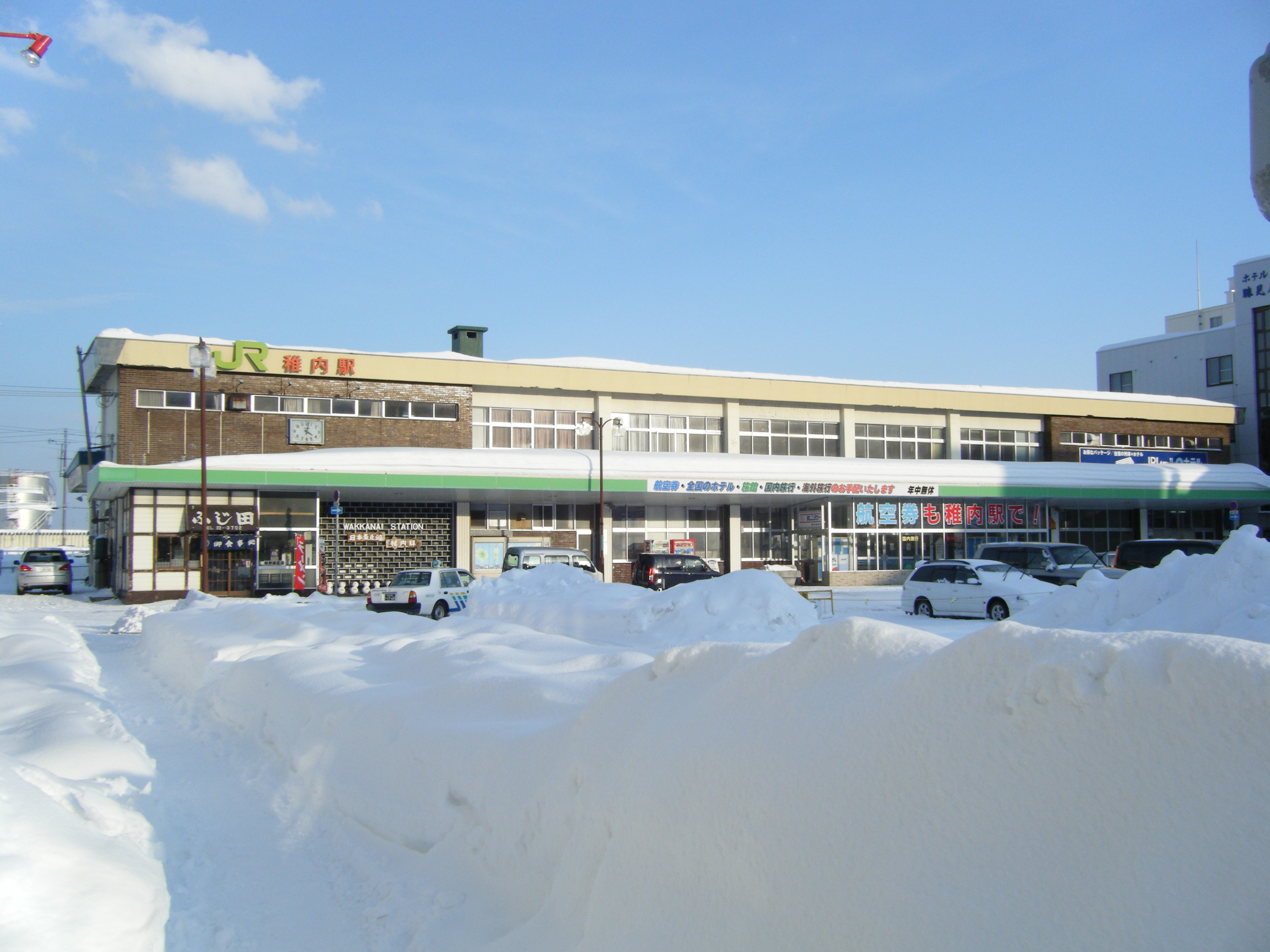
Ehemaliger Bahnhof (2009)
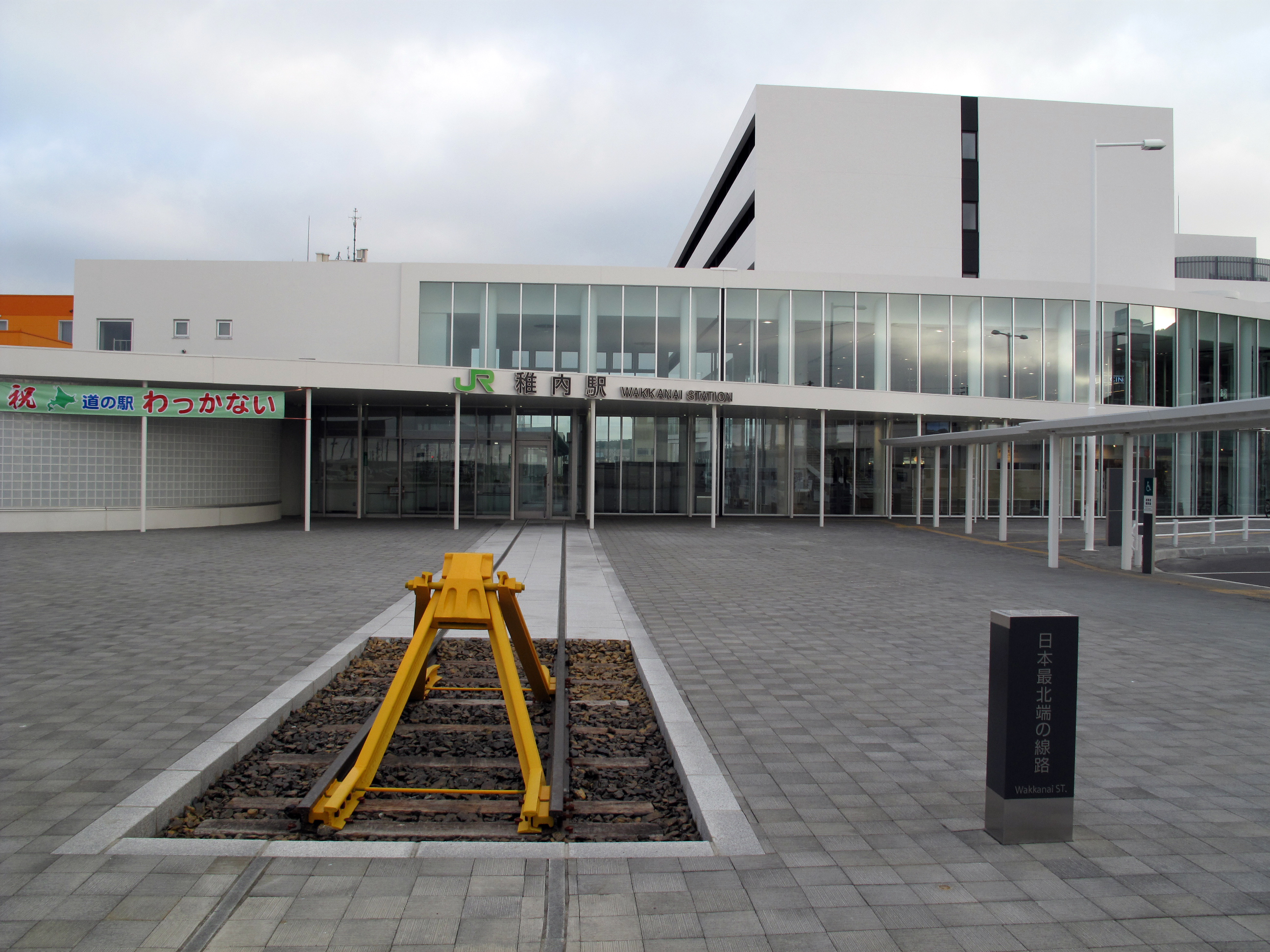
Bisheriger nördlichster Punkt des japanischen Bahnnetzes
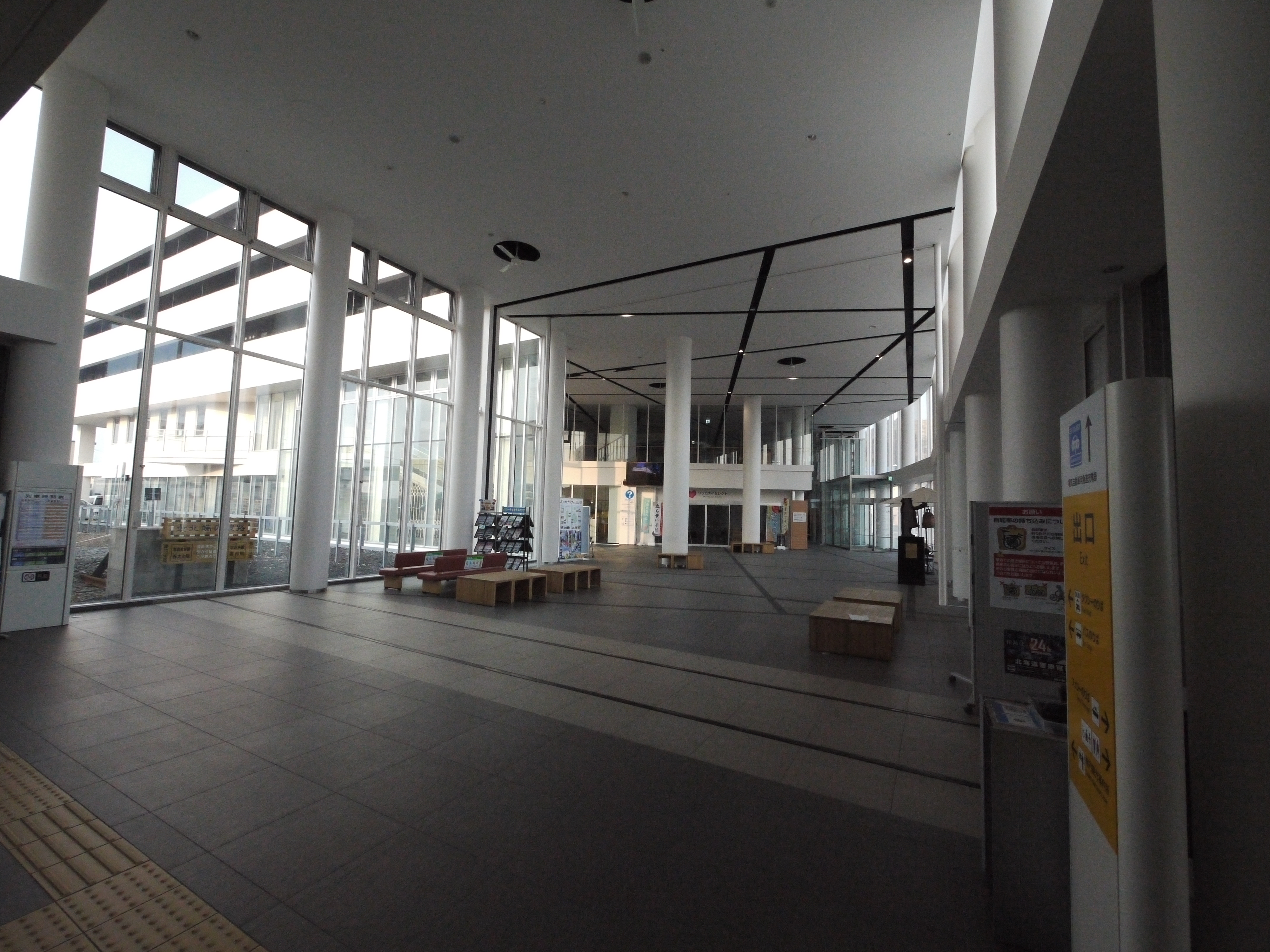
Innenansicht (2015)
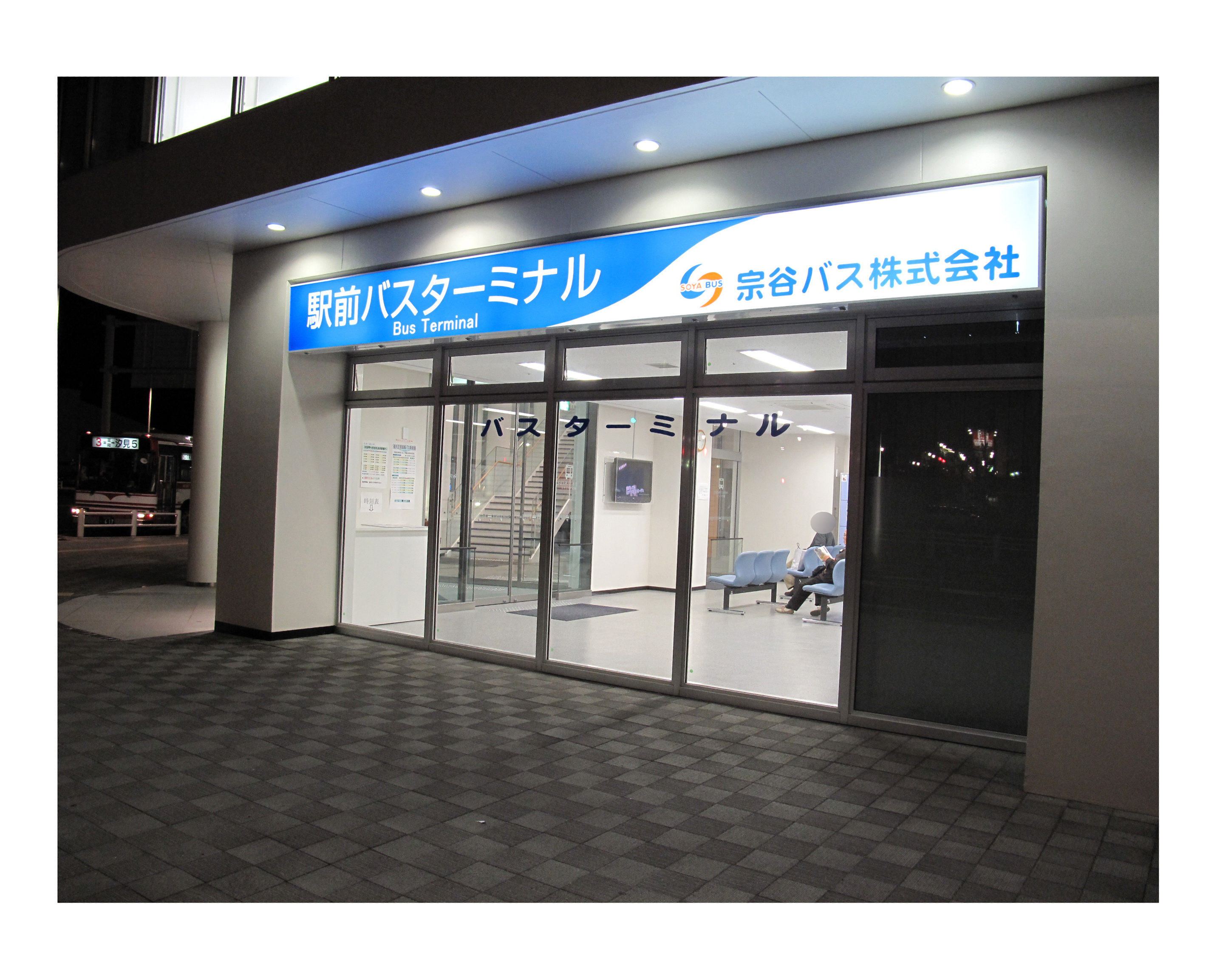
Busterminal (2012)
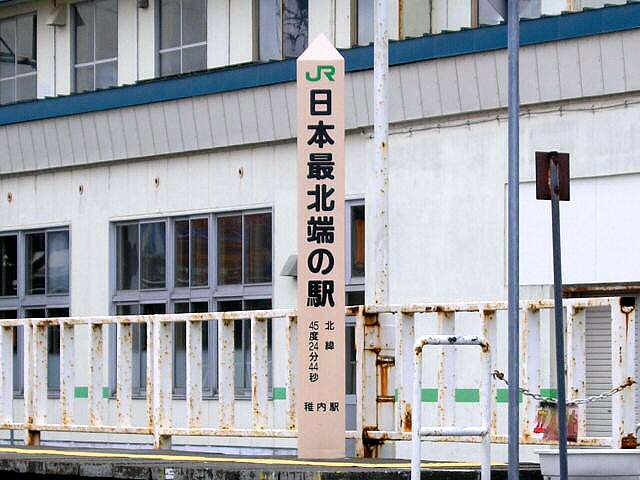
Wegweiser „Japans nördlichster Bahnhof“ (Mai 2005)

## Linien
| Verlauf der Sōya-Hauptlinie |
| --- |
| Asahikawa • Asahikawa-Yojō • Shin-Asahikawa • Nagayama • Kita-Nagayama • Pippu • Ranru • Shiokari • Wassamu • Kembuchi • Shibetsu • Tayoro • Mizuho • Fūren • Nayorokōkō • Nayoro • Nisshin • Chiebun • Chihoku • Bifuka • Teshiogawa-Onsen • Sakkuru • Otoineppu • Osashima • Saku • Teshio-Nakagawa • Toikambetsu • Nukanan • Onoppunai • Minami-Horonobe • Horonobe • Shimonuma • Toyotomi • Kabutonuma • Yūchi • Bakkai • Minami-Wakkanai • Wakkanai |

## Geschichte

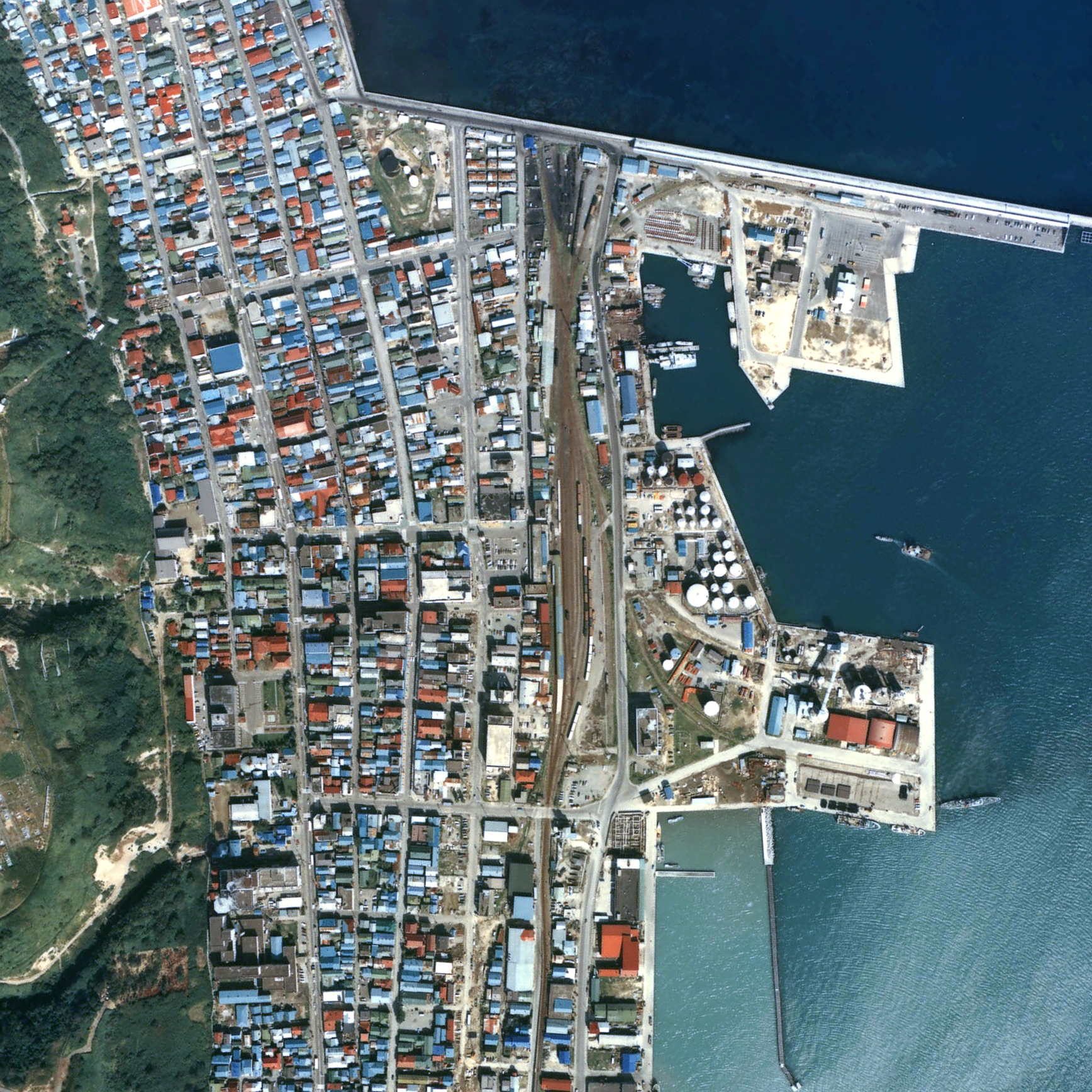
Luftansicht im Jahr 1977

Ab 1922 war die Stadt mit der Eisenbahn erreichbar. Die Strecke reichte zunächst nicht bis zum Hafen, sondern bis zum Bahnhof Minami-Wakkanai am südlichen Stadtrand. Am 1. Mai 1923 richtete das Eisenbahnministerium eine Fährlinie über die La-Pérouse-Straße nach Ōdomari (heute Korsakow) an der Südspitze Sachalins ein, womit nun erstmals eine leistungsfähige Verbindung zur damaligen Präfektur Karafuto bestand. Die Entfernung zwischen Bahnhof und Schiffsanleger betrug ungefähr zwei Kilometer. Fahrgäste nach Sachalin mussten sich zu Fuß zur Fähre begeben, während Güter in Karren transportiert wurden. Um die Umsteigebeziehungen zu verbessern, beschloss das Eisenbahnministerium, die Sōya-Hauptlinie in die Nähe des Hafens zu verlängern. Am 26. Dezember 1928 erfolgte die Eröffnung des neuen Bahnhofs, der zunächst den Namen Wakkanai-minato (稚内港) trug.
Das Empfangsgebäude war auf den Hafen ausgerichtet und somit für die Einwohner von Wakkanai nur umständlich zu erreichen. Aus diesem Grund entstand ein hölzerner Neubau auf der stadtzugewandten Seite der Gleisanlage, der am 30. Juni 1938 in Betrieb ging. Wenig später waren die im Jahr 1936 begonnenen Arbeiten an der Mole nördlich des Bahnhofs vollendet und die Sōya-Hauptlinie wurde um 850 Meter bis etwa zur Mitte der Mole verlängert. Die dort am 1. Oktober 1938 eröffnete Endhaltestelle Wakkanai-sanbashi (稚内桟橋) diente dem Umsteigen auf Fährschiffe und war betrieblich ein Bestandteil des Hafenbahnhofs. Letzterer wurde am 1. Februar 1939 in Wakkanai umbenannt. Als die Rote Armee kurz vor Ende des Pazifikkriegs die Südhälfte Sachalins besetzte und die dort lebenden Japaner vertrieb, verlor die Haltestelle Wakkanai-sanbashi ihre Funktion. Sie wurde am 25. August 1945 geschlossen und die Bahnstrecke für den Personenverkehr am selben Tag zum Hafenbahnhof zurückgezogen.
Zwei Jahrzehnte später baute die Japanische Staatsbahn ein neues Empfangsgebäude und nahm es am 1. Oktober 1965 in Betrieb. Am 1. März 1970 wurde ein Containerterminal eingerichtet, doch bald darauf verlor der Güterverkehr rasch an Bedeutung. Aus Kostengründen stellte die Staatsbahn am 1. April 1984 den Güterumschlag ein, am 1. November 1986 auch die Gepäckaufgabe. Im Rahmen der Staatsbahnprivatisierung ging der Bahnhof am 1. April 1987 in den Besitz der neuen Gesellschaft JR Hokkaido über. Die nicht mehr benötigten Gleise verschwanden nach und nach, bis 2010 nur noch ein Gleis übrigblieb. Gründe dafür waren einerseits das stark zurückgegangene Verkehrsaufkommen, andererseits die Errichtung des KITAColor-Komplexes. Dieses wurde am 3. April 2012 teileröffnet und ein Jahr später vollendet.